# Twista

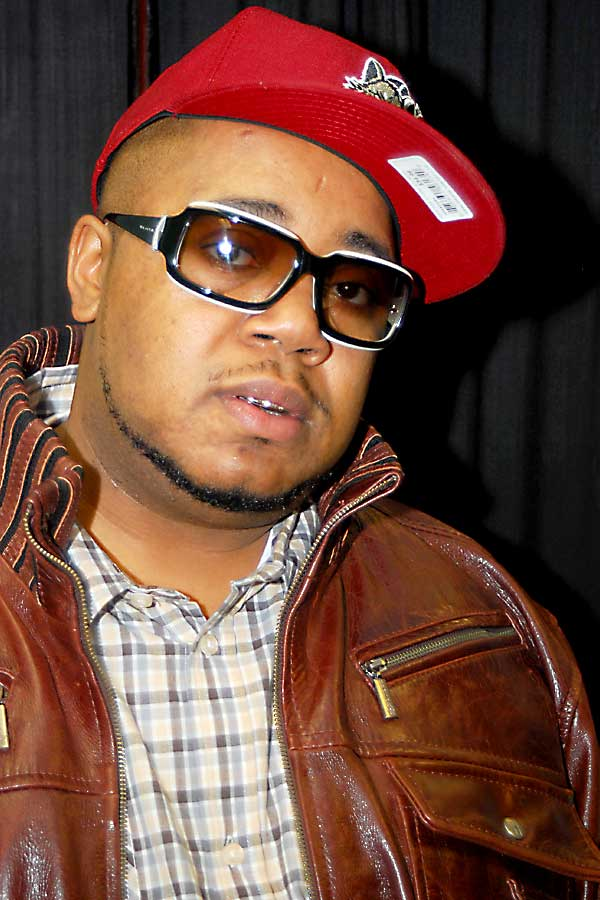
Twista (2010)

Twista (* 27. November 1973 in Chicago, Illinois; eigentlich Carl Terrell Mitchell) ist ein US-amerikanischer Rapper.

## Werdegang
Twista startete seine Karriere 1990 als einer der ersten Künstler der Plattenfirma Loud Records. Damals noch unter dem Pseudonym Tung Twista bekannt, veröffentlichte er 1991 sein Debüt Runnin’ Off at da Mouth. Seine Popularität stieg, als er wenig später mittels seiner überdurchschnittlich schnellen Reime als „schnellster lebender Rapper“ mit dem Song From da Tip of My Tongue ins Guinness-Buch der Rekorde kam.
1995 wechselte er zu Atlantic Records. Vier weitere Alben (darunter zwei Compilations unter seinem Sub-Label Legit Ballin’) folgten, ehe 2004 mit Kamikaze der Durchbruch gelang. Das Album erreichte Platz 1 der US-Billboard-Charts und brachte sechs erfolgreiche Singles hervor, darunter Hits wie Slow Jamz mit Kanye West und Jamie Foxx und Sunshine mit Anthony Hamilton.
Im Herbst 2005 erschien The Day After. Das Album entstand in Zusammenarbeit mit Künstlern und Produzenten wie Pharrell Williams, Snoop Dogg, Syleena Johnson, Lil’ Kim und Mariah Carey. Girl Tonite, Hit the Floor und So Lonely wurden als Singles ausgekoppelt, von denen Girl Tonite mit einem 14. Platz in den Billboard-Charts am erfolgreichsten war. 2009 veröffentlichte Twista sein Album Category F5, welches Platz 8 der Billboard-Charts erreichte.
Am 9. November 2010 veröffentlichte Twista sein achtes Soloalbum mit dem Titel The Perfect Storm, das Platz 42 der Billboard-Charts erreichte und damit nicht an den Erfolg der Vorgängeralben anknüpfen konnte.

## Diskografie

### Studioalben
| Jahr | Titel                   | Höchstplatzierung, Gesamtwochen, AuszeichnungChartplatzierungen (Jahr, Titel, Platzierungen, Wochen, Auszeichnungen, Anmerkungen) | Höchstplatzierung, Gesamtwochen, AuszeichnungChartplatzierungen (Jahr, Titel, Platzierungen, Wochen, Auszeichnungen, Anmerkungen) | Höchstplatzierung, Gesamtwochen, AuszeichnungChartplatzierungen (Jahr, Titel, Platzierungen, Wochen, Auszeichnungen, Anmerkungen) | Anmerkungen                                                 |
| Jahr | Titel                   | DE | UK | US | Anmerkungen                                                 |
| ---- | ----------------------- | --- | --- | --- | ----------------------------------------------------------- |
| 1992 | Runnin’ Off at da Mouth | — | — | — | Erstveröffentlichung: 9. Juni 1992                          |
| 1994 | Resurrection            | — | — | — | Erstveröffentlichung: 18. Oktober 1994                      |
| 1997 | Adrenaline Rush         | — | — | US77 Platin · (17 Wo.)US | Erstveröffentlichung: 24. Juni 1997 Verkäufe: + 1.000.000   |
| 2004 | Kamikaze                | DE74 (2 Wo.)DE | UK19 Gold · (31 Wo.)UK | US1 ×2Doppelplatin · (37 Wo.)US                                                                                                   | Erstveröffentlichung: 27. Januar 2004 Verkäufe: + 2.130.000 |
| 2005 | The Day After           | — | UK100 (1 Wo.)UK | US2 Gold · (17 Wo.)US | Erstveröffentlichung: 4. Oktober 2005 Verkäufe: + 500.000   |
| 2007 | Adrenaline Rush 2007    | — | — | US10 (5 Wo.)US | Erstveröffentlichung: 18. September 2007                    |
| 2009 | Category F5             | — | — | US8 (14 Wo.)US | Erstveröffentlichung: 14. Juli 2009                         |
| 2010 | The Perfect Storm       | — | — | US42 (2 Wo.)US | Erstveröffentlichung: 9. November 2010                      |
| 2014 | Dark Horse              | — | — | US40 (2 Wo.)US | Erstveröffentlichung: 12. August 2014                       |
| 2017 | Crook County            | — | — | — | Erstveröffentlichung: 7. Juli 2017                          |

### Kollaboalben
| Jahr | Titel        | Höchstplatzierung, Gesamtwochen, AuszeichnungChartsChartplatzierungen (Jahr, Titel, Platzierungen, Wochen, Auszeichnungen, Anmerkungen) | Anmerkungen                                                 |
| Jahr | Titel        | US | Anmerkungen                                                 |
| ---- | ------------ | --- | ----------------------------------------------------------- |
| 1998 | Mobstability | US34 (6 Wo.)US | Erstveröffentlichung: 6. Oktober 1998 mit Speedknot Mobstaz |

Weitere Kollaboalben
- 2008: Mobstability II: Nation Business (mit Speedknot Mobstaz)

### Kompilationen
- 2000: Adrenaline Rush 2000
- 2008: Soft Buck, Vol. 1

### Mixtapes
- 2007: The Black Jason of Rap (mit DJ Sean Mac)
- 2012: Reloaded (mit Don Cannon)
- 2019: Summer 96

### EPs
- 2005: 2 for 10
- 2013: Back to the Basics
- 2015: Withdrawal (mit Do or Die)
- 2015: Livin Legend

### Singles
| Jahr | Titel Album                              | Höchstplatzierung, Gesamtwochen, AuszeichnungChartplatzierungen (Jahr, Titel, Album, Platzierungen, Wochen, Auszeichnungen, Anmerkungen) | Höchstplatzierung, Gesamtwochen, AuszeichnungChartplatzierungen (Jahr, Titel, Album, Platzierungen, Wochen, Auszeichnungen, Anmerkungen) | Höchstplatzierung, Gesamtwochen, AuszeichnungChartplatzierungen (Jahr, Titel, Album, Platzierungen, Wochen, Auszeichnungen, Anmerkungen) | Anmerkungen                                                                                 |
| Jahr | Titel Album                              | DE | UK | US | Anmerkungen                                                                                 |
| ---- | ---------------------------------------- | --- | --- | --- | ------------------------------------------------------------------------------------------- |
| 1997 | Get It Wet Adrenaline Rush               | — | — | US96 (2 Wo.)US | Erstveröffentlichung: 1997 feat. Ms. Kane                                                   |
| 2003 | Slow Jamz Kamikaze                       | DE58 (4 Wo.)DE | UK3 Gold · (13 Wo.)UK | US1 ×3Dreifachplatin · (22 Wo.)US | Erstveröffentlichung: 10. November 2003 feat. Jamie Foxx & Kanye West Verkäufe: + 3.460.000 |
| 2004 | Overnight Celebrity Kamikaze             | — | UK16 Silber · (7 Wo.)UK | US6 ×2Doppelplatin · (20 Wo.)US | Erstveröffentlichung: 9. März 2004 Verkäufe: + 1.260.000                                    |
| 2004 | So Sexy Kamikaze                         | — | UK28 (3 Wo.)UK | US25 (17 Wo.)US | Erstveröffentlichung: 22. Juli 2004 feat. R. Kelly                                          |
| 2004 | Sunshine Kamikaze                        | DE58 (7 Wo.)DE | UK3 Silber · (13 Wo.)UK | — | Erstveröffentlichung: 2. August 2004 feat. Anthony Hamilton                                 |
| 2004 | So Sexy: Chapter II (Like This) Kamikaze | — | — | US92 (2 Wo.)US | Erstveröffentlichung: 1. September 2004 feat. R. Kelly                                      |
| 2004 | Hope Kamikaze                            | — | UK25 (11 Wo.)UK | US31 (7 Wo.)US | Erstveröffentlichung: 22. November 2004 feat. Faith Evans                                   |
| 2005 | Girl Tonite The Day After                | — | UK47 (2 Wo.)UK | US14 Gold (Mastertone) · (20 Wo.)US | Erstveröffentlichung: 20. September 2005 feat. Trey Songz Verkäufe: + 500.000               |
| 2005 | Hit the Floor The Day After              | — | — | US94 (6 Wo.)US | Erstveröffentlichung: Oktober 2005 feat. Pitbull                                            |
| 2009 | Wetter Category F5                       | — | — | US44 Gold · (16 Wo.)US | Erstveröffentlichung: 24. Februar 2009 feat. Erika Shevon Verkäufe: + 500.000               |
| 2010 | Make a Movie The Perfect Storm           | — | — | US71 (14 Wo.)US | Erstveröffentlichung: 24. August 2010 feat. Chris Brown                                     |

Weitere Singles
- 1991: Mr. Tung Twista
- 1997: Emotions
- 2006: So Lonely (feat. Mariah Carey)
- 2007: Give It Up (feat. Pharrell Williams)
- 2009: On Top (feat. Akon)
- 2013: Throwin’ My Money (feat. R. Kelly)
- 2016: Next to You (feat. Jeremih)

### Als Gastmusiker
| Jahr | Titel Album                                     | Höchstplatzierung, Gesamtwochen, AuszeichnungChartplatzierungen (Jahr, Titel, Album, Platzierungen, Wochen, Auszeichnungen, Anmerkungen) | Höchstplatzierung, Gesamtwochen, AuszeichnungChartplatzierungen (Jahr, Titel, Album, Platzierungen, Wochen, Auszeichnungen, Anmerkungen) | Höchstplatzierung, Gesamtwochen, AuszeichnungChartplatzierungen (Jahr, Titel, Album, Platzierungen, Wochen, Auszeichnungen, Anmerkungen) | Anmerkungen                                                                                     |
| Jahr | Titel Album                                     | CH | UK | US | Anmerkungen                                                                                     |
| ---- | ----------------------------------------------- | --- | --- | --- | ----------------------------------------------------------------------------------------------- |
| 1996 | Po Pimp Picture This                            | — | — | US22 (20 Wo.)US | Erstveröffentlichung: 1996 Do or Die feat. Twista                                               |
| 1998 | What U On The Album                             | — | — | US85 (7 Wo.)US | Erstveröffentlichung: 1998 LaTanya feat. Twista                                                 |
| 1998 | Still Po Pimpin’ Headz or Tailz                 | — | — | US62 (14 Wo.)US | Erstveröffentlichung: 1998 Do or Die feat. Twista                                               |
| 2004 | Let’s Go Thug Matrimony: Married to the Streets | — | UK26 (2 Wo.)UK | US7 Gold · (22 Wo.)US | Erstveröffentlichung: 19. Oktober 2004 Trick Daddy feat. Lil Jon und Twista Verkäufe: + 500.000 |
| 2005 | Gotta Make It I Gotta Make It                   | — | — | US87 (7 Wo.)US | Erstveröffentlichung: 2. März 2005 Trey Songz feat. Twista                                      |
| 2005 | What We Do Against All Oddz                     | — | UK23 (5 Wo.)UK | — | Erstveröffentlichung: 2005 Lethal Bizzle feat. Kray Twinz, Gappy Ranks und Twista               |
| 2006 | DJ Play a Love Song Unpredictable               | — | — | US45 (14 Wo.)US | Erstveröffentlichung: 10. Januar 2006 Jamie Foxx feat. Twista                                   |
| 2006 | Spit Your Game Duets: The Final Chapter         | CH76 (2 Wo.)CH | UK25 (11 Wo.)UK | — | Erstveröffentlichung: 24. Februar 2006 The Notorious B.I.G. feat. Twista und Krayzie Bone       |
| 2008 | Cuddy Buddy The Voice                           | — | — | US76 Gold · (3 Wo.)US | Erstveröffentlichung: Mai 2008 Mike Jones feat. T-Pain, Lil Wayne und Twista                    |

Weitere Gastbeiträge
- 2011: Worldwide Choppers (Tech N9ne feat. Yelawolf, Busta Rhymes, Twista, Ceza und D-Loc, US: Platin)

## Auszeichnungen für Musikverkäufe
| Goldene Schallplatte - Vereinigte Staaten - 2021: für das Lied Woosah Platin-Schallplatte - Neuseeland - 2021: für die Single Next to You | 2× Platin-Schallplatte - Neuseeland - 2024: für das Album Kamikaze - 2024: für die Single Overnight Celebrity - 2024: für die Single Slow Jamz |

Anmerkung: Auszeichnungen in Ländern aus den Charttabellen bzw. Chartboxen sind in ebendiesen zu finden.
| Land/RegionAuszeichnungen für Musikverkäufe (Land/Region, Auszeichnungen, Verkäufe, Quellen) | Silber     | Gold     | Platin       | Verkäufe   | Quellen              |
| -------------------------------------------------------------------------------------------- | ---------- | -------- | ------------ | ---------- | -------------------- |
| Neuseeland (RMNZ)                                                                            | —          | —        | 7× Platin7   | 180.000    | radioscope.co.nz NZ2 |
| Vereinigte Staaten (RIAA)                                                                    | —          | 6× Gold6 | 9× Platin9   | 12.000.000 | riaa.com             |
| Vereinigtes Königreich (BPI)                                                                 | 2× Silber2 | 2× Gold2 | —            | 900.000    | bpi.co.uk            |
| Insgesamt                                                                                    | 2× Silber2 | 8× Gold8 | 16× Platin16 |            |                      |